# Evaristo Correa Calderón
Evaristo Correa Calderón (Neira de Rei, Baralla, 11 de febrero de 1899-Pobra de Trives, 11 de julio de 1986) fue un escritor, profesor de literatura y periodista español.

## Biografía
Nació en el municipio lucense de Baralla. Licenciado en Ciencias Históricas por la Universidad de Santiago de Compostela. Fue lector de español en la Universidad de Toulouse (Francia), donde dirigió junto con André Cayatte, la revista Transit en la que publicó el ensayo Rose des vents de la poésie espagnole d'aujourd'hui. En 1930 desempeñó un curso de literatura española en la Universidad de Bucarest.  
Miembro de las Irmandades da Fala, colaboró con A Nosa Terra, fue redactor-jefe de El Pueblo Gallego y director de Ronsel. Desde 1931 fue profesor de Literatura en institutos de Almería, Las Palmas de Gran Canaria, Valladolid y Salamanca. 
Colaboró con publicaciones periódicas como La Esfera, Revista de Occidente, Escorial, Revista de Filología, Boletín de la Real Academia, Cuadernos de Literatura, Arte Español, Revista de Ideas Estéticas, Bulletin Hispanique, Estudios Geográficos y El Español. 
Tras el inicio de la guerra se dedicó a la crítica literaria de autores clásicos españoles y no volvió a escribir en gallego, lengua en la cual había publicado los libros de cuentos Luar (1923), Conceición singela do Ceo (1925) y Margarida a da sorrisa de aurora (1927) y el cuaderno de poemas Ontes (1924).
Entre su obra en castellano destacan los ensayos Arte Métrica (1938), Baltasar Gracián: su vida y su obra (1961), las ediciones críticas de Baltasar Gracián y las novelas La noche céltica (1955) y De aquí a la primavera. Novela de la montaña gallega (1983).
Desde muy entrada la década de 1940, y residiendo en Salamanca, colaboró durante muchos años con Fernando Lázaro Carreter en la escritura de libros de texto. Especial éxito tuvo su manual Cómo se comenta un texto literario (1968).
Casado en primeras nupcias con María de la Asunción de Polanco y Drake de la Cerda hasta su fallecimiento el 1 de marzo de 1937. María Asunción era hija de Leandro de Polanco Alvear y nieta de la marquesa de Eguarás, condesa de Vegamar. En segundas nupcias contrajo matrimonio con María Luisa de Maldonado y Alvarado, marquesa de Castellanos y marquesa de Trives.